# Michal Klasa
Michal Klasa (ur. 19 grudnia 1953 w Brnie) – czechosłowacki kolarz torowy i szosowy, brązowy medalista olimpijski, dwukrotny medalista szosowych mistrzostw świata oraz brązowy medalista torowych mistrzostw świata.

## Kariera
Pierwszy sukces w karierze Michal Klasa osiągnął w 1974 roku, kiedy wspólnie ze Zdenkiem Dohnalem, Petrem Kockiem i Pavlem Doleželem zdobył brązowy medal w drużynowym wyścigu na dochodzenie podczas torowych mistrzostw świata w Montrealu. Reprezentanci Czechosłowacji zajęli w tej konkurencji piąta pozycję na igrzyskach olimpijskich w Montrealu w 1976 roku, a indywidualnie Klasa był ósmy. W 1980 roku wystartował na igrzyskach olimpijskich w Moskwie, gdzie razem z Vlastiborem Konečným, Alipim Kostadinovem i Jiřím Škodą zdobył brązowy medal w drużynowej jeździe na czas. Na tych samych igrzyskach wystartował także w wyścigu ze startu wspólnego, ale nie ukończył rywalizacji. Na rozgrywanych trzy lata później szosowych mistrzostwach świata w Pradze Czechosłowacy z Klasą w składzie zdobyli kolejny medal. Ostatnie trofeum wywalczył na szosowych mistrzostwach świata w Giavera del Montello w 1985 roku, wraz z Vladimírem Hrůzą, Milanem Křenem i Milanem Jurčo zdobywając tytuł wicemistrzów świata w drużynowej jeździe na czas. W wyścigach szosowych jego największe osiągnięcia to zwycięstwa w wyścigu w Lidicach w 1979 roku oraz we francuskim Circuit des Ardennes i brytyjskim Sealink Race w 1981 roku.